# أوزيبيو رودولفو كوردون سيا
أوزيبيو رودولفو كوردون سيا (بالإسبانية: Rodolfo Cordón Cea)‏ (و. 1899 – 1966 م) هو سياسي، ومحام من السلفادور .